# Carved
Carved ist eine US-amerikanische Horrorkomödie von Justin Harding aus dem Jahr 2024. Der Film wurde für das Streaming-Netzwek Hulu zu Halloween 2024 veröffentlicht. In Deutschland hatte er auf Disney+ Premiere.

## Handlung
1992 kam es in der Cedar Creek Pioneer Village, einem lebendigen Museum in Maine, zu einem Zugunglück, bei dem Chemikalien der Firma Clionyx ausgelaufen sind und eine Umweltkatastrophe hervorgerufen haben. Ein Jahr später will Bill, der Bürgermeister, nichts mehr davon wissen. Am Rande der Feierlichkeiten zu Halloween 1993 verweigert er dem angereisten Reporter jede Auskunft zu dem Störfall. Der Fokus liegt auf dem Theaterstück, bei dem zwischen den Schauspielern Kira, ihrem Freund Cody, Maddie, Shane und Kiras Bruder Trevor deutliche Spannungen hervortreten. Denn Cody will nach New York, um seine Schauspielkarriere voranzutreiben, während Kira dazu keine Möglichkeit hat. Später am Abend findet ein Kürbis-Schnitzwettbewerb statt. Clint, der sich um die Kürbisernte kümmern sollte, aber eigentlich nur am Kiffen ist, bringt dazu einen monströsen Kürbis mit. Dieser erwacht bei dem Wettbewerb zum Leben und beginnt die Dorfbewohner zu ermorden.
Kira, Cody, Maddie, Shane, Bill, Kevin, Barbara und Trevor können sich in ein Farmgebäude retten. Sie suchen nach einer Möglichkeit zu fliehen und stoßen auf Cody Truck, der sich in der Nähe befindet. Da der Kürbis geräuschsensibel ist, verteilt Kevin, der sich in einem Funkturm versteckt hält, überall in der Stadt Funkgeräte. So lenken sie den Kürbis ab, doch Kevin verwechselt einmal die Frequenz. Als sich der Kürbis auf den Weg macht, versucht Bill ihn zu retten, aber beide sterben.
Im Truck treffen die übrigen Überlebenden auf Clint, der immer noch ziemlich high ist. Die anschließende Flucht misslingt, dafür finden sie den Ort, wo der Kürbis zum Leben erwachte. Dort befinden sich auch die Kinder des Kürbis. Clint opfert sich, die Restlichen sammeln den Nachwuchs ein und locken so den Kürbis an. im Anschluss verwenden sie einen Traktor, um alle zu zermalmen. Der Kürbis scheint vernichtet, doch die letzte Einstellung des Films zeigt eine Tentakel, die sich aus dem abgeschlagenen Kopf von Clint schlingelt.

## Hintergrund
Der Film basiert auf dem gleichnamigen Kurzfilm von Justin Harding, den er 2018 im Rahmen des Huluween gedreht hatte. Der Film entstand laut Harding als Hommage an die Creature Feature der 1980er und 1990er Jahre und wurde deshalb in diese Zeit gesetzt. Er enthält Elemente bekannter Filme dieses Genres, unter anderem von Angriff der Killertomaten (1978) und Das Halloween Monster (1988) sowie einige Kamerafahrten, die typisch für Tanz der Teufel (1981) sind.
Der Film erschien auf Hulu am 21. Oktober 2024 im Rahmen der Halloween-Saison. In Deutschland erschien er auf Disney+.

## Rezeption
Der Film wurde als lustiger Camp-Film rezensiert, der auf Grund seiner harten Splatter-Szenen überraschte. Einige Rezensenten merkten jedoch an, das sich der Gag mit dem Killerkürbis schneller abnutzt als beim Kurzfilm.